# David Rivers
David Lee Rivers (Jersey City, 20 gennaio 1965) è un ex cestista statunitense, professionista nella NBA e in Europa.

## Carriera
È stato selezionato dai Los Angeles Lakers al primo giro del Draft NBA 1988 (25ª scelta assoluta).

## Palmarès

### Squadra
- Campione CBA (1992)
- Campionato francese: 1

Olympique d'Antibes: 1994-95
- Campionato greco: 2

Olympiakos: 1995-96, 1996-97
- Campionato turco: 2

Tofaş: 1998-99, 1999-2000
- Coppa di Grecia: 1

Olympiacos: 1996-97
- Coppa Italia: 1

Fortitudo Bologna: 1998
- Coppa di Turchia: 2

Tofaş: 1999, 1999-2000
- Coppa dei Campioni: 1

Olympiakos: 1996-97

### Individuale
- McDonald's All-American Game (1984)
- CBA Playoff MVP (1992)
- All-CBA First Team (1992)
- All-CBA Second Team (1993)
- 2 volte miglior passatore CBA (1992, 1993)
- LNB Pro A MVP straniero: 1

Olympique Antibes: 1994-95
- MVP Coppa di Grecia: 1

Olympiakos: 1996-97
- A1 Ethniki MVP: 1

Olympiakos: 1996-97
- Euroleague Final Four MVP: 1

Olympiakos: 1996-97